# أحكام القرآن (الهراسي)
أحكام القرآن للكيا الهراسي أحد كتب تفسير القران الكريم، ألفه أبو الحسن علي بن محمد بن علي الطبري المعروف بالكيا الهراسي (ت: 504 هـ).

## أسلوب التفسير
اهتم الهراسي في مؤلفه بتفسير آيات الأحكام في القرآن الكريم، فتناول معظم الآيات المتعلقة بالأحكام، وأخذ يبين الأحكام المستنبطة منها مثبتًا على وجه استنباطه الحكم. لا يحتوي الكتاب على بيان الأحكام المستنبطة على آراء المذاهب المختلفة، بل اختص مداره في تحليل واستنباط وتأييد الأحكام التي استنبطها على غرار المذهب الشافعي فقط، فللتأييد على صحة أوجه استنباطات مذهبه أورد المصنف آراء المذاهب الأخرى الموافق لها، فيزيد بذلك على اتجاه مذهبه قوة، أو التي تخالفها فحاول إظهار خطأه. وأشحن الرد عليه. لم يكن الكتاب يبحث عن الأحكام الفقهية فقط، بل قد يتضمن المباحث غير الأحكام، كالأخلاق والعقيدة والتاريخ.

## تأليف الكتاب
يقول الهراسي في مقدمة كتابه: «أردت أن أصنف في أحكام القرآن كتابًا أشرح فيه ما انتزعه الشافعي رضي الله عنه، من أخذ الدلائل في غوامض المسائل، وضممت إليه ما نسجته على منواله، واحتذيت فيه على مثاله، على قدر طاقتي وجهدي، ومبلغ وسعي وجدي، ورأيت بعض من عجز عن إدراك مستلكاته فهمه، ولم يصل إلى أغراض معانيه سهمه، جعل عجزه عن فهم معانيه، سببا للقدح في معاليه. ولم يعلم أن الدر در برغم من جهله، وأن آفته من قصور فهمه، وقلة علمه، وما يضر الشمس قصور الأعمى عن إدراكها، والحقائق عجز البليد عن لحاقها. ولن يعرف قدر هذا الكتاب، وما فيه من العجب العجاب، إلا من وفر حظه من علوم المعقول والمنقول، وتبحر في الفروع والأصول، ثم أكب على مطالعة هذه الفصول بمسكة صحيحة، وقريحة نقية غير قريحة. وأعوذ بالله من الإعجاب بالإبداع، والميل بالهوى إلى بعض الآراء في مظان النزاع، وأسأله أن يجعل مجامع مساعينا، وجل متاعبنا في طلب مرضاته، إنه ولي قدير، وبالإجابة جدير، فأقول: لما رأيت أقاويل المفسرين في أحكام القرآن متجاوزة حد البيان، آخذة بطرفي الزيادة والنقصان، جررت في سرحها هذه الفصول، المتضمنة من اللفظ والمعنى شفاء كل عليل، مع انتخابي فيها قصد السبيل، وتوقي التعليل والتطويل».

## وصلات خارجية
- تحميل أحكام القرآن للكيا الهراسي المكتبة الوقفية
- تحميل أحكام القرآن للكيا الهراسي المكتبة الشاملة